# 今村昌平
今村昌平（1926年9月15日—2006年5月30日），日本著名电影导演，曾担任小津安二郎的副导演。

## 生平
今村昌平出生於東京，他从小就对电影感兴趣。畢業於早稻田大學文學部。第二次世界大战后他被黑澤明的早期电影深深打动，他想成为黑澤明的学生，但没有成功，却成为了小津安二郎的学生。今村昌平跟小津安二郎学导演并受到小津安二郎的美学观的深刻影响。但今村昌平的电影哲学却与小津安二郎截然不同。今村昌平指责小津安二郎只拍日本“官方”电影，小津安二郎电影中的人物随日本传统道德生活。而今村昌平则想表现“实际上”的日本。一开始他不得不接受制片厂的合同工作，并以此获得了一个好名声。成名后他的作品主要表现人的贪婪和从中产生的暴力，今村昌平的電影擅於描寫性愛，女主角無論是大牌、小牌，大多數要裸露上演。
2006年5月30日15时49分因转移性肝肿瘤在东京医院内病逝，享年79岁。

## 作品
- 1958年：
  - 《被盗的情欲（日语：盗まれた欲情）》
  - 《西銀座站前（日语：西銀座駅前）》
  - 《無盡的欲望（日语：果しなき欲望）》
- 1959年：《二哥（日语：にあんちゃん）》
- 1961年：《豬與軍艦（日语：豚と軍艦）》
- 1963年：《日本昆蟲記》
- 1964年：《赤色殺意（日语：赤い殺意）》
- 1966年：《人類學入門（日语：エロ事師たち）》
- 1967年：《人間蒸發（日语：人間蒸発）》
- 1968年：《諸神的欲望》
- 1970年：《日本戰後史——女酒吧侍應的生活（日语：にっぽん戦後史 マダムおんぼろの生活）》
- 1979年：《復仇在我（日语：復讐するは我にあり）》
- 1981年：《亂世浮生（日语：ええじゃないか (映画)）》
- 1983年：《楢山节考》榮獲坎城影展金棕櫚獎
- 1987年：《女衒（日语：女衒 ZEGEN）》
- 1989年：《黑雨（日语：黒い雨 (映画)）》
- 1997年：《鳗鱼》榮獲坎城影展金棕櫚獎
- 1998年：《肝臟大夫（日语：カンゾー先生）》
- 2001年：《赤橋下的暖流（日语：赤い橋の下のぬるい水）》
- 2002年：《他们的9．11（英语：11'09"01 September 11）》（日本篇）